# كيتسيسوارسويت
كيتسيسوارسويت (بالجرينلاندية: Kitsissuarsuit)، هي مدينة تابعة لبلدية كاسويتسوب غرب جرينلاند. أنشئت كمستوطنة عام 1830 باسم هوند إجلاند (بالدنماركية: Hunde Ejlande) بمعنى جزيرة الكلب، على الرغم من استخدام الموقع ذاته كموقع لصيد الحيتان عام 1817. بلغ عدد سكانها 79 نسمة بحسب إحصاءات عام 2010.

## جغرافيا
كيتسيسوارسويت تقع على جزيرة صغيرة بمساحة 6 كم2 جنوب خليج ديسكو، وعلى بعد 21 كم شمال آسيات.

## النقل والمواصلات

### نقل جوي
تخدم طيران جرينلاند البلدة كجزء من عقد مع حكومة الحكم الذاتي، وذلك عن طريق المروحيات التابعة للشركة في فصل الشتاء فقط من مهبط كيتسيسوارسويت إلى مطار آسيات فقط. لأن رحلات الطيران في المستوطنات في المنطقة المطلة على خليج ديسكو هي فريدة من نوعها، لأنها تعمل فقط خلال فصلي الشتاء والربيع.

### نقل بحري
تتوافر خدمات النقل والمواصلات البحرية فقط خلال فصلي الصيف والخريف، عندما تصلح مياه خليج ديسكو للملاحة بعد ذوبان الجليد، لتتصل مع باقي المستطونات والبلدات عن طريق البحر عن طريق خدمة خط ديسكو [الإنجليزية]، والتي تربط كيتسيسوارسويت مع آسيات وكيكيرتارسواك في جزيرة ديسكو.

## السكان
بلغ عدد سكان كيتسيسوارسويت 79 نسمة عام 2010، وقد تناقص عدد السكان بأكثر من 37% نسبة إلى مستويات عام 1990، وتناقص أيضاً بنسبة تزيد عن 28% نسبة إلى مستويات عام 2000.